# Fukui Ken’ichi

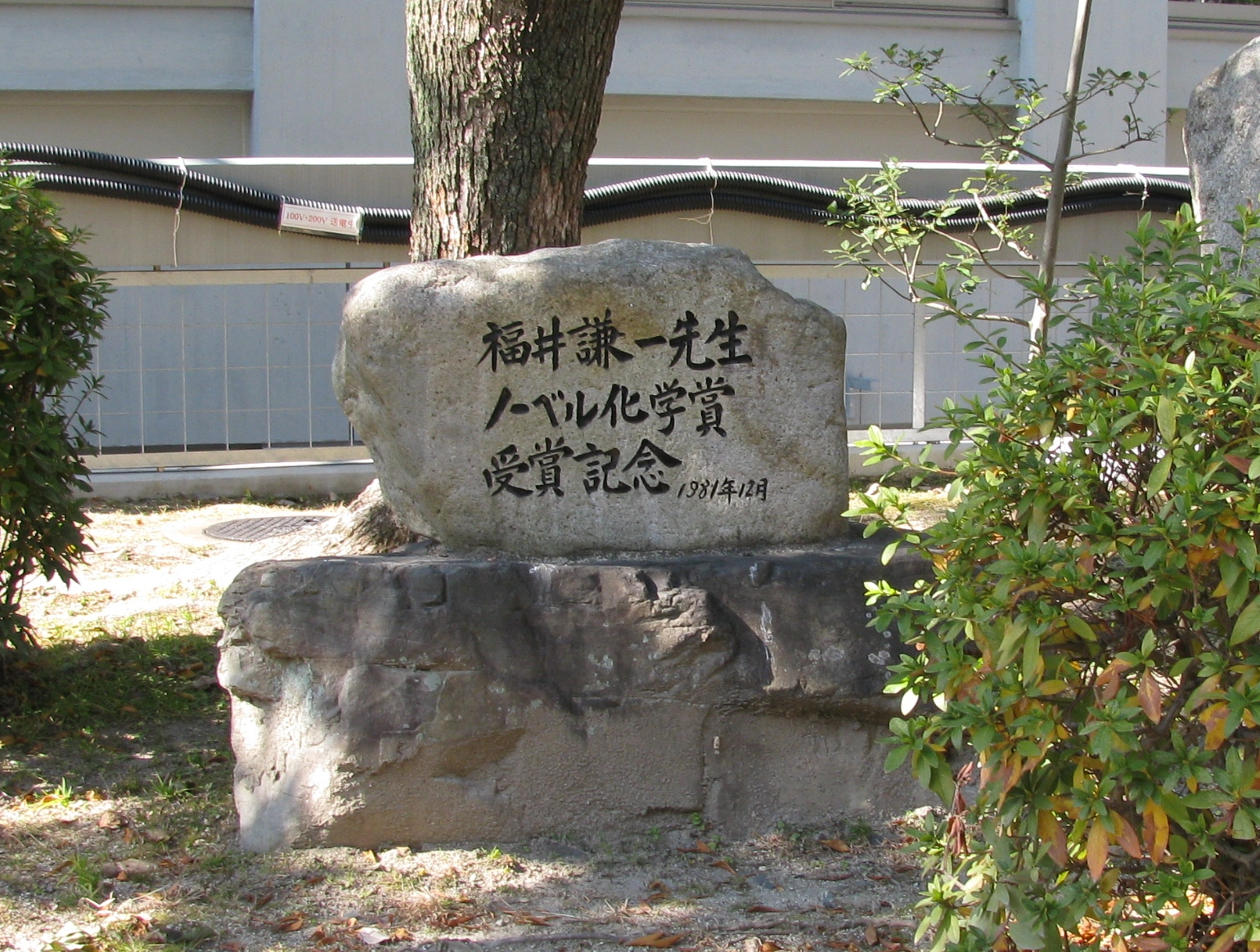
Gedenkstein für Fukui Ken’ichi

Fukui Ken’ichi (japanisch 福井 謙一; * 4. Oktober 1918 in Nara, Präfektur Nara, Japan; † 9. Januar 1998 in Kyōto) war ein japanischer Chemiker. Er ist auch bekannt als der erste asiatische Wissenschaftler, der einen Chemie-Nobelpreis erhielt.

## Leben
Fukui Ken´ichi wurde am 4. Oktober 1918 als Sohn des Außenhandelskaufmanns und Unternehmensmanager Ryokichi Fukui und seiner Ehefrau Chie Fukui in Nara geboren. Während seines Schulbesuches gehörte die Chemie nicht zu seinen Lieblingsfächern und deshalb hatte er auch keine berufliche Entwicklung in dieser Richtung geplant. Aber dem Rat des Professors Gen-itsu von der Kaiserlichen Universität Kyoto folgend entschied er sich für die Fachrichtung industrieller Chemie. Dort absolvierte er auch sein Studium und wurde 1941 an der Universität Kyōto als Chemieingenieur promoviert. Nach seinem Abschluss beschäftigte er sich hauptsächlich im Army Fuel Laboratorium mit experimentellen Untersuchungen zur synthetischen Herstellung von Brennstoffen. Ab 1943 arbeitete er als Dozent an der Kaiserlichen Universität Kyōto, ab 1945 als Assistenzprofessor und ab 1951 als ordentlicher Professor für Theoretische Chemie. 1944 erhielt er für die von ihm entwickelten Forschungsergebnisse einen ersten Preis. 1952 gelang es ihm eine Korrelation zwischen der Grenzelektronendichte und der chemischen Reaktivität in aromatischen Wasserstoffen herzustellen. Das war eine einschneidende Entdeckung, die es ihm gelang in den kommenden Jahren weiter auszubauen und stärker theoretisch zu begründen. Ende der 1960, Anfang der 1970er Jahre ging er dazu über stärker die chemischen Reaktionen zu beschreiben, denn das half wesentlich dabei die geometrischen Formen der reagierenden Moleküle darzustellen. Viele seiner wissenschaftlichen Publikationen bis 1972 insgesamt 137 beschäftigten sich mit Themen der Reaktionstechnik und dem katalytischen Engineering in chemischen Substanzen. 1983 wurde er emeritiert. Danach war er bis 1988 Präsident des Kyōto-Instituts für Technologie und anschließend Direktor des Instituts für Grundlagenchemie.
Er erhielt zusammen mit Roald Hoffmann 1981 den Chemie-Nobelpreis. Fukui erhielt ihn für die Entwicklung der Theorie der Grenzorbitale (Frontier Molecular Orbital Theory, FMO), die Fukui 1952 aufstellte  und dann weiterentwickelte. Sie lieferte eine qualitative Erklärung von Reaktionsmechanismen der organischen Chemie (bei Fukui insbesondere von Aromaten), die auf der Molekülorbitaltheorie basierten mit dem Konzept von HOMO und LUMO (beide werden auch als Grenzorbitale bezeichnet). Zunächst wurde die Theorie heftig kritisiert. In den 1960er Jahren kamen aber ähnliche Untersuchungen von Roald Hoffmann und Robert Burns Woodward (der 1979 starb und so beim Nobelpreis nicht berücksichtigt wurde) hinzu, die die Reaktionsmechanismen bei pericyclischen Reaktionen durch Symmetrieüberlegungen der Molekülorbitale erklärten (Woodward-Hoffmann-Regeln) und so die Chemiker allgemein von der Nützlichkeit solcher Überlegungen der Molekülorbitaltheorie in der Vorhersage chemischer Reaktionen in der organischen Chemie überzeugten.
1981 wurde er in die National Academy of Sciences und 1983 in die American Academy of Arts and Sciences und in die Japanische Akademie der Wissenschaften aufgenommen. 1989 wurde er zum auswärtigen Mitglied der Royal Society gewählt. 1998 wurde der Asteroid (6924) Fukui nach ihm benannt. Er war Mitglied der International Academy of Quantum Molecular Science. 1981 wurde Fukui mit dem Kulturorden ausgezeichnet.
Im Jahre 1947 heiratete Fukui Ken`ichi seine spätere Frau Tomoe Horie. Aus dieser Ehe gingen zwei Kinder, ein Sohn Tetsuya und eine Tochter Miyako, hervor.
Am 9. Januar 1998 verstarb er in Kyōto.

## Fukui-Medaille
Die Asia-Pacific Association of Theoretical and Computational Chemists vergibt seit 2005 jährlich eine nach Fukui benannte Medaille für herausragende theoretische Chemiker und Wissenschaftler in der Computerchemie im asiatisch-pazifischen Raum. Preisträger waren:
- 2005 Keiji Morokuma (Emory University, Atlanta) für seine Pionierbeiträge zur Entwicklung der theoretischen und rechnerischen Chemie (Computational Chemistry).
- 2006 Leo Radom (University of Sydney, Sydney) für seine Pionierbeiträge zur Anwendung der theoretischen und rechnerischen Chemie.
- 2007 Kimihiko Hirao (University of Tokyo, Tokio, Japan) für seine herausragenden Beiträge zur Entwicklung der Theorie der rechnerischen Quantenchemie (Computational Quantum Chemistry).
- 2008 Debashis Mukherjee (Indian Association for the Cultivation of Science, Kolkata) für seine Pionier-Untersuchungen im Coupled Cluster Formalismus.
- 2009 Hiroshi Nakatsuji (Quantum Chemistry Research Institute, Kyoto, Japan) für seine Pionierarbeit in der Entwicklung und Anwendungen der modernen  theoretischen Chemie.
- 2010 Kwang S. Kim (Pohang University of Science and Technology, Pohang, Korea) für umfangreiche Pionier-Beiträge zur Anwendung der theoretischen und rechnerischen Chemie beim Entwurf neuer Materialien.
- 2011 Peter A. Schwerdtfeger (Massey University, Auckland, Neuseeland) für seine bedeutenden Errungenschaften in der Quantenchemie, insbesondere das tiefere Verständnis relativistischer Quanteneffekte.
- 2012 Shigeru Nagase (Institute for Molecular Science, Okazaki, Japan) für seine herausragenden Errungenschaften in theoretischer und rechnerische Chemie in engem Wechselspiel mit dem Experiment.
- 2013 Peter Gill (Australian National University, Canberra, Australia) für seine neuartigen Beiträge zur Theorie der Elektronenkorrelation und uniformer Elektronengase.
- 2014 Yun-Dong Wu (Peking University Shenzhen Graduate School, Shenzhen, China) für seine herausragenden Beiträge für die Anwendung theoretischer und rechnerischer Chemie.
- 2015 Shigeyoshi Sakaki (Kyoto University, Japan) für seine herausragenden Beiträge in theoretischen und rechnerischen Untersuchungen komplexer Systeme mit Übergangsmetall-Elementen.
- 2016 Eluvathingal Jemmis (Indian Institute of Science, Bangalore) für seinen einzigartigen theoretischen Zugang der das Verständnis der metallorganischen Chemie von Übergangsmetallen erleichterte, von Analogien in Hauptgruppenelementen und von Bor und seine Verbindungen.
- 2017 Wenjian Liu (Peking University, China) für herausragende Beiträge zur relativistischen Quantenchemie.
- 2018 Richard Ming Wah Wong (National University of Singapore) für herausragende Beiträge der Anwendung der rechnerischen Chemie auf die physikalische organische Chemie.

## Schriften
- Theory of Orientation and Stereoselection 1970
- Kenichi Fukui: The Role of Frontier Orbitals in Chemical Reactions (Nobel Lecture). In: Angewandte Chemie International Edition. Band 21, Nr. 11, 1982, S. 801–809, doi:10.1002/anie.198208013.

- Kenichi Fukui: Grenzorbitale - ihre Bedeutung bei chemischen Reaktionen (Nobel-Vortrag). In: Angewandte Chemie. Band 94, Nr. 11, 1982, S. 852–861, doi:10.1002/ange.19820941105.